# 防水

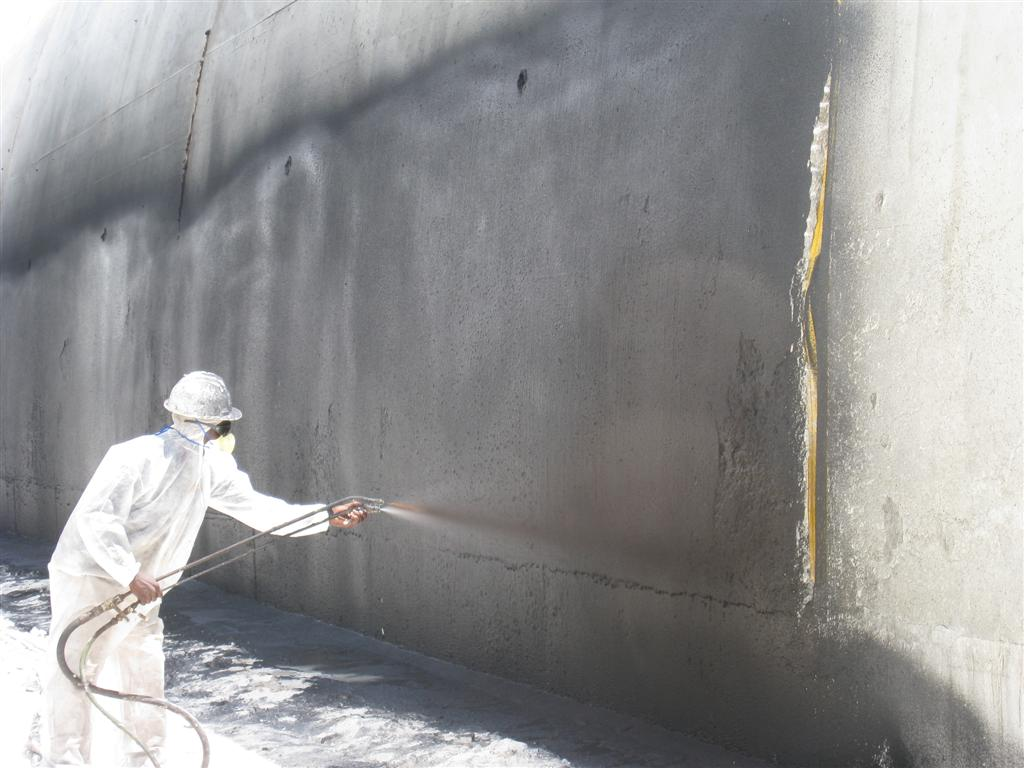
工作人員正為一條隧道的牆壁噴上防水層。

防水是指物體在特定狀況下相對不受水的影響。防水可以有阻斷液態水的進入的意涵，或者在特定潮濕環境下仍可繼續功能的意思。相機或手錶等商品經常標榜防水表示可以使用的狀況，例如手錶通常會標示可以耐受水壓的深度。